# Гагемейстер, Леонтий Андрианович
Леонтий Адрианович (Андрианович, Андреанович) Гагемейстер (Людвиг Карл Август фон Хагемейстер, нем. Ludwig Karl August von Hagemeister; 16 июня 1780, Дростенгоф, Валкский уезд, Лифляндская губерния, Российская империя — 23 декабря 1833, Санкт-Петербург, Российская империя) — русский мореплаватель, капитан 1 ранга, исследователь, главный правитель Русской Америки.

## Биография
Л. А. Гагемейстер родился в местечке Дростенгоф недалеко от городка Цесиса (Латвия) в семье майора. С 10 лет воспитывался в семье дяди в Ревеле. Службу начал на Балтийском флоте пятнадцатилетним волонтёром в 1795 году, и уже в 1796 году на 66-пушечном линейном корабле «Прохор» участвовал в плавании к берегам Англии, Голландии и Франции. В 1797 году был произведён в мичманы. В начале 1798 года переведён в Архангельск и весной того же года совершил переход с эскадрой в Англию. Во время войны с Францией отличился 15 августа 1799 года при высадке английских войск в Голландии. В 1802 году отправлен вместе с другими молодыми флотскими офицерами в Англию на стажировку. Проходил службу на английском линейном корабле «Argus», ходил в Вест-Индию и к западным берегам Африки, отличился при штурме крепости на острове Святой Люции. В 1804 году совершал плавания по Средиземному морю, был на Мальте, в Египте и Кадисе. В том же году был произведён в лейтенанты. В 1805 году, участвовал в сражении при испанской крепости Сан-Педро. После прохождения стажировки аттестовался как знающий, умелый и волевой командир, лично заслуживший высокие отзывы самого Нельсона.

### Второй командир «Невы»
В августе 1806 года Л. А. Гагемейстер принимает командование шлюпом «Нева» у Ю. Ф. Лисянского, только что завершившего первое российское кругосветное плавание. За неполные три месяца шлюп «Нева» был полностью подготовлен к новому дальнему плаванию, пройдя за это время докование, ремонт, комплектование всеми необходимыми припасами и грузами. Также был полностью сменён экипаж. 20 октября 1806 года «Нева» снялась с Большого Кронштадтского рейда и стала под паруса. Опасаясь французских рейдеров, Гагемейстер провёл свой корабль не Английским каналом, а вокруг Великобритании. В северной Атлантике «Неве» сразу же пришлось выдержать жесточайший недельный шторм от норд-веста.
Гагемейстер заранее знал, что в Тихий океан вокруг мыса Горн идти уже поздно, поскольку в это время там, в проливе Дрейка, бушуют жестокие непрерывные штормы со встречными ветрами. Поэтому первым из русских моряков он выбрал восточный вариант перехода в Русскую Америку — вокруг мыса Доброй Надежды. Мастерски маневрируя под парусами в океане, Гагемейстер за 98 суток непрерывного плавания добрался от берегов Бразилии до Австралийского континента. Шлюп «Нева» под его командованием стал первым российским кораблём, посетившим Австралию. В память об этом событии в 1957 году Австралийское военно-историческое общество (англ. Military Historical Society of Australia) выпустило памятную медаль, приуроченную к 150-летию первого визита российских моряков в Австралию. Так же Гагемейстер оказался первым русским мореплавателем, проложившим восточный вариант перехода на Тихий океан, впоследствии названный «путём Гагемейстера».
С таким же искусством он по дуге большого круга пересёк Тихий океан и прибыл в Ситку, употребив на переход от Кронштадта 327 суток, из них под парусами — 226. Дальнейшие планы экспедиции были нарушены в силу ряда возникших обстоятельств. Вот что писал об этом известный российский мореплаватель В. С. Хромченко: «первая экспедиция, отряжённая за счёт Американской компании, отправилась под командою лейтенанта Гагемейстера и счастливо достигла места назначения, но по причине возгоревшейся в то время войны с англичанами обратное плавание сделалось невозможным. Корабль оставлен был на Камчатке, а экипаж возвратился в Санкт-Петербург сухим путём». Прибыв в Санкт-Петербург в начале 1811 года, за своё плавание Гагемейстер был награждён орденом Святого Владимира 4-й степени и 600 рублями годового пенсиона. В том же 1811 году он был произведен в капитан-лейтенанты. Плавание было зачтено как кругосветное.
С 1812 года по 1815 год Гагемейстер возглавлял Иркутское адмиралтейство и именно тогда под его началом было построено первое судно для исследования озера Байкал. В 1815 году Гагемейстер был командирован в Швецию, Норвегию, Англию и Францию.

### Второе кругосветное плавание. Главный правитель Русской Америки
В 1816 году капитан-лейтенант Гагемейстер по представлению правления Русско-Американской Компании был назначен командиром отряда компанейских судов, куда входили «Кутузов» и «Суворов». Одновременно он стал командиром «Кутузова», а командование «Суворовым» принял лейтенант З. И. Панафидин. Снявшись с Кронштадтского рейда 8 сентября 1816 года, «Кутузов» и «Суворов» обогнули мыс Горн, совершив по пути следования заходы в Копенгаген и Рио-де-Жанейро. Далее после некоторой перегрузки в перуанском порту Кальяо Гагемейстер отправил «Суворов» Панафидина прямиком в Новоархангельск по наиболее короткому маршруту. «Кутузов» Гагемейстера, несколько дольше простояв в Кальяо, продолжил плавание вдоль американского побережья и 24 ноября 1817 года также прибыл в Новоархангельск. Передав доставленные для колоний необходимые грузы и чётко проанализировав непростую обстановку, сложившуюся из-за деятельности исполнявшего тогда обязанности главного правителя колоний А. А. Баранова, 11 января 1818 года Л. А. Гагемейстер объявил о предписании, где ему вменялось принять должность главного правителя колоний. Полностью передача всех дел завершилась только в сентябре. Многочисленные доносы руководству Русско-Американской компании, в числе акционеров которой был сам российский император Александр I и члены августейшего семейства, о лихоимстве главного правителя рассыпались в пыль, все были поражены бескорыстием Баранова: после тридцати лет тяжких трудов он оказался гол, нищ и бесприютен. По учёту недоставало только рому, но тут уже все понимали, куда он девался: для промысловых рабочих ром был дороже любых денег.
Новый правитель уже с первых дней взялся за дело решительно и круто, назначая должностных лиц в колонии «строго по их способностям». Подобного в России ещё не бывало, и это стало началом конца административной карьеры Гагемейстера — таких вещей чиновная среда не прощает. За десятимесячное правление он принял ряд энергичных мер с целью поправить дела в колониях: привёл в порядок колониальное делопроизводство, составил должностные штаты основных поселений колонии (Кадьяк, Ситка,Форт-Росс), возобновил крепостное строительство в Новоархангельске, составил правила для иностранных судов, посещающих русские колонии в Америке, отправил летом 1818 года экспедицию под руководством Петра Корсаковского для изучения центральных районов Аляски, эффективно урегулировал административные и земельные отношения Форт-Росса с местными индейскими вождями, фактически приведя их в российское подданство. За столь короткий срок это было немало, но такие радикальные нововведения привели как местных, так и столичных чиновников Российско-Американской компании, чьи корыстные интересы были болезненно задеты смелыми новациями главного правителя, в замешательство и ярость. Занимая должность главного правителя, Гагемейстер дважды посетил район Сан-Франциско, лично принимал участие в картографировании 2600-мильного побережья Аляски, произвёл его минералогическое изучение.
24 октября 1818 года Л. А. Гагемейстер неожиданно сдал дела лейтенанту С. И. Яновскому, бывшему старшему офицеру «Суворова», и уже днём 27 ноября снялся с якоря и вышел в океан, взяв на борт им же сменённого бывшего главного правителя колоний, престарелого и больного А. А. Баранова. Как всегда, капитан-лейтенант Леонтий Гагемейстер образцово осуществил обратный переход «Кутузова» от Ситки до Кронштадта вокруг мыса Доброй Надежды, причём от Батавии до Портсмута он прошёл под парусами за 122 ходовых дня. Своё второе кругосветное плавание он завершил на Большом Кронштадтском рейде 7 сентября 1819 года.

### Третье кругосветное плавание. Военный транспорт «Кроткий»

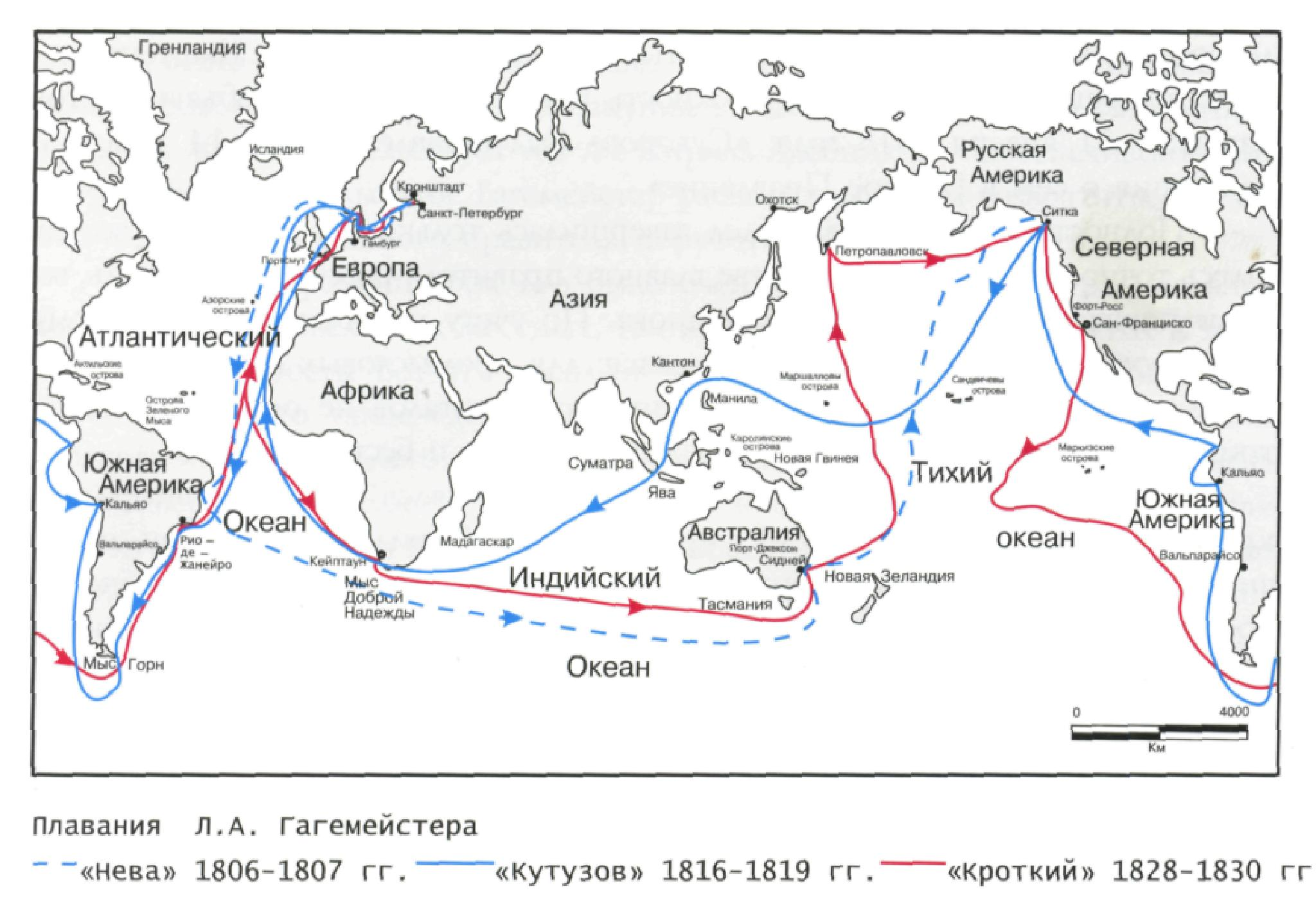

В 1821 году, попав в опалу, Гагемейстер был отправлен в отставку с присвоением чина капитана II ранга и занимался сельским хозяйством в своём лифляндском имении. Однако, стоило в 1827 году уйти от дел действующему директору Русско-Американской компании М. М. Булдакову, как Л. А. Гагемейстер срочно высочайшим приказом от 27 января 1828 года был восстановлен на службе в прежнем чине капитан-лейтенанта. И сразу же принял командование военным транспортом «Кроткий», водоизмещением около 500 тонн у капитан-лейтенанта Ф. П. Врангеля, только что вернувшегося из трудного кругосветного плавания. Предполагалось, что «Кроткий» доставит на Камчатку и в колонии разные грузы: такелаж, металлические изделия и различные инструменты, не исключалась и крейсерская, охранная служба у побережий.
«Кроткий» вышел из Кронштадта 10 сентября 1828 г. и, зайдя на пути в Копенгаген, Портсмут, на остров Сантьяго (острова Зелёного Мыса), в Саймонстаун, обогнул мыс Доброй Надежды и Тасманию и 26 марта 1829 года стал на якорь в Сиднее. При этом 1 января 1829 года, когда «Кроткий» пересёк параллель мыса Доброй Надежды, Гагемейстер вновь был произведён в капитаны II ранга.
Оставив Сидней 19 апреля, «Кроткий» 7 мая 1829 г. приблизился к острову Кандаву в архипелаге Фиджи, в течение двух дней произвёл опись острова и определил его географические координаты. Затем Гагемейстер прошёл через Маршалловы острова, открыл и положил на карту группу обитаемых островов, названных островами Меншикова. 5 июня Гагемейстер определил координаты атолла Эшшольца, открытых в 1825 г. О. Е. Коцебу во время плавания на «Предприятии». После этого Гагемейстер проложил курс на Камчатку, куда «Кроткий» прибыл 10 июля, затратив на плавание из Кронштадта 10 месяцев.
Простояв в Петропавловске с 10 июля по 3 октября, Гагемейстер 26 октября пришёл в Ново-Архангельск. Узнав здесь, что присутствие военного судна в Русской Америке не нужно, уже 3 ноября оставил Ново-Архангельск. Зайдя в Сан-Франциско, где из-за сильнейшей засухи не удалось запастись продовольствием и водой, Гагемейстер 13 декабря пошёл на юг почти по меридиану Сан-Франциско и, производя магнитные наблюдения совместно с немецким профессором-физиком Г. А. Эрманом, до этого производившим магнитные наблюдения на Камчатке, он убедился, что между 123°18' и 142° з. д. магнитный экватор не пересекает земного, а проходит на 1°48'-1°52' южнее.
Недостаток в воде заставил Гагемейстера прекратить дальнейшие исследования и идти к острову Таити, определяя координаты островов Туамоту, мимо которых пришлось проходить. Во время стоянки у острова Таити сильным северным штормом в бухте Матаваи развело сильную волну и одну шлюпку «Кроткого» разбило. Хотя воды и дров успели принять только на два месяца, Гагемейстер 11 февраля 1830 года снялся с якоря и, обогнув мыс Горн, 1 мая пришёл в Рио-де-Жанейро. В Рио стояли более месяца, пополняя запасы и приводя в порядок рангоут и такелаж. Выйдя из Рио-де-Жанейро 6 июля и зайдя по пути в Портсмут и Хельсингёр, «Кроткий» 16 сентября 1830 г. вернулся в Кронштадт и бросил якорь на Большом Кронштадтском рейде, завершив очередное российское кругосветное плавание. Всего за время плавания «Кроткий» пробыл под парусами 530 дней. Самый длительный переход под парусами (из Сиднея в Петропавловск) продолжался 82 дня.

### Служба на берегу. Смерть
Высочайшим указом за кругосветное плавание на «Кротком» он был удостоен ордена Святой Анны 2-й степени, награждён двойным жалованием, и компания была признана двойной. Вскоре ему присвоили очередной чин — капитана I ранга. За свой вклад в географические исследования был избран почётным членом Российского Минералогического общества.
Приказом по Морскому ведомству от 5 ноября 1830 года капитан I ранга Гагемейстер был назначен директором училища торгового мореплавания. Однако на этом поприще он пробыл недолго, хотя за это время его успели переаттестовать в чин полковника Корпуса флотских штурманов. Тогда же за 25 лет выслуги в офицерских чинах его наградили орденом Святого Георгия 4-го класса.
Вскоре Высочайшим указом Гагемейстер был снова восстановлен в звании капитана I ранга и назначен в IX экипаж Балтийского флота в Кронштадте. Одновременно ему снова поручили готовить новое плавание в Русскую Америку на военном транспорте «Америка».
Вне всяких сомнений, Л. А. Гагемейстер совершил бы и четвёртое, и пятое кругосветное плавание. Это было ему по силам и таланту. Но совершенно неожиданно 23 декабря 1833 года (3 января 1834 года) он скоропостижно скончался от апоплексического удара.

## Память
Именем Л. А. Гагемейстера на географической карте названы
- остров в Бристольском заливе Берингова моря (открыт и назван в 1821 году В. С. Хромченко и А. К. Этолиным)[5] и пролив, отделяющий данный остров от материка
- гора на американском побережье в архипелаге Александра (название присвоено Лесной службой США в 1935 г.[5]).
- группа атоллов в Центральной Океании (в районе островов Россиян) — открыты в 1830 г. экипажем шлюпа «Кроткий»[5].